# عمرو بن الأسود
عمرو بن الأسود العنسي ويقال له عمير بن الأسود، أبو عياض، ويكنى أيضًا أبو عبد الرحمن الحمصي، نزيل داريا، أدرك الجاهلية والإسلام، وكان من سادة التابعين دينًا وورعًا، توفي في خلافة عبد الملك بن مروان.

## روايته للحديث النبوي
- حدث عن: عمر وابن مسعود وأبي الدرداء وعبادة بن الصامت وأم حرام بنت ملحان الشهيدة والعرباض بن سارية وغيرهم.
- حدث عنه : مجاهد وخالد بن معدان وأبو راشد الحبراني ويونس بن سيف.[1]

## ثناء العلماء عليه
- أبو حاتم بن حبان البستي: من عباد أهل الشام وزهادهم وكان يقسم على الله فيبره، وكان إذا خرج من بيته وضع يمينه على شماله مخافة الخيلاء، يروى عن عبادة بن الصامت وأبي الدرداء روى عنه خالد بن معدان وكان من العباد.
- ابن حجر العسقلاني: ثقة عابد من كبار التابعين.
- ابن عبد البر الأندلسي: أجمعوا على أنه من العلماء الثقات.
- الذهبي: من عباد التابعين وأتقيائهم، وهو مخضرم.
- مجاهد بن جبر: ما رأيت أعلم منه بعد ابن عباس.
- محمد بن سعد كاتب الواقدي: ثقة قليل الحديث.[2]